# Pseudotomoxia
Pseudotomoxia is een geslacht van kevers uit de familie spartelkevers (Mordellidae).
Het geslacht is voor het eerst wetenschappelijk beschreven in 1950 door Ermisch.

## Soorten
Het geslacht omvat de volgende soorten:
- Pseudotomoxia albonotata (Ray, 1936)
- Pseudotomoxia fasciata (Pic, 1931)
- Pseudotomoxia horni (Ray, 1936)
- Pseudotomoxia kamerunensis Ermisch, 1948
- Pseudotomoxia mosseliana Franciscolo, 1965
- Pseudotomoxia palpalis Franciscolo, 1965
- Pseudotomoxia quadrinotata (Ray, 1936)
- Pseudotomoxia rufoabdominalis (Ray, 1936)
- Pseudotomoxia trilineata (Ray, 1936)
- Pseudotomoxia trimaculata (Ray, 1936)